# Marisa Merlini
Marisa Merlini, född 6 augusti 1923 i Rom, död 27 juli 2008 i samma stad, var en italiensk skådespelerska.

## Utmärkelser
Merlini vann Nastro d'argentos pris för bästa kvinnliga biroll 1957 för Tempo di villeggiatura.

## Roller i urval
- 1953 – Kärlek, bröd och fantasi
- 1956 – Tempo di villeggiatura
- 1957 – Padri e figli
- 1963 – I mostri
- 1964 – Flicka till låns
- 1966 – De korrumperade
- 1966 – Jag, jag, jag och de andra
- 1968 – Den tyste hämnaren
- 1970 – Kärleksflugan
- 1980 – Den andra kvinnan